# Авраам бен Йошихаху
Авраам бен Йошихаху (лит. Abrahamas ben Jošijahu / пол. Abraham ben Joszijahu z Trok; нар. 1636, Тракай, Річ Посполита — пом. 1687 / 1688) — польсько-литовський лікар, вчений, поет та містик караїмського походження, якого Ян III Собеський призначив придворним лікарем.

## Життєпис
Авраам народився в Тракаях в 1636 році в сім'ї Йошіаху бен Юди бен Аарона. Більшість відомостей про його життя та творчість надходять від пізніших авторів. Присвятив себе вивченню природничих наук і медицини.
Написав декілька творів на івриті, більшість з яких збереглися лише у рукописній формі. Автор трактатів з медичних питань, у тому числі й написані на івриті праці Окара ха-ам (укр. «Скарбниця нації») та Бейт ха-Озар (1672), а також містичний трактат «Бейт Абрахам» (укр. — «Будинок Авраама»), а також латиномовний рукопис Pas jeda, присвячений різним науковим питанням. Окрім цього, три його гімни на честь шабату можна знайти в караїмському Сідурі, надрукованому у Вільнюсі.